# Fontaine-l’Évêque
Fontaine-l’Évêque ist eine Gemeinde in der Provinz Hennegau im wallonischen Teil Belgiens.
Die Gemeinde besteht aus den Ortschaften Fontaine-l’Évêque, Forchies-la-Marche und Leernes.

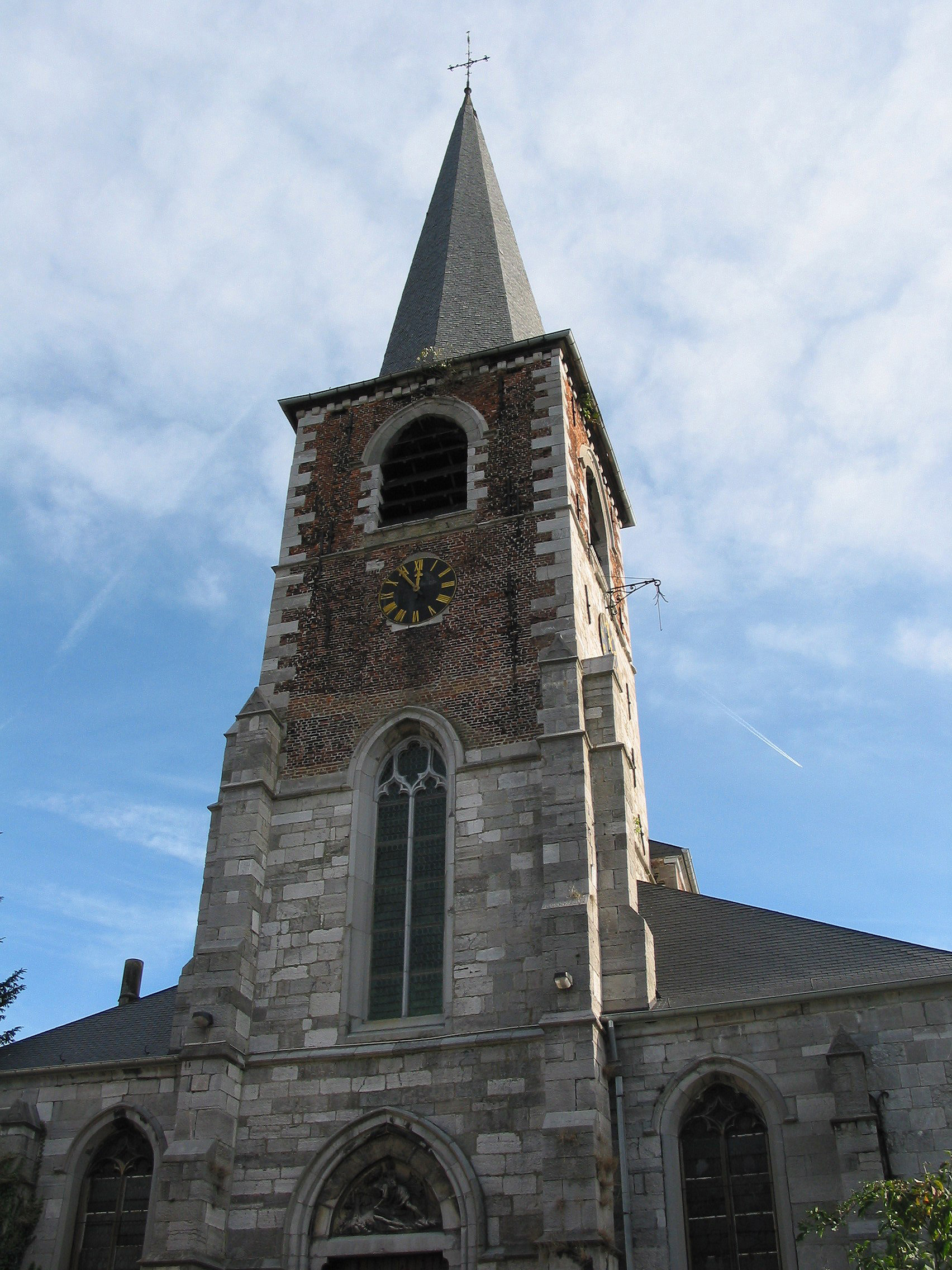
Kirche Saint-Christophe

## Persönlichkeiten
- Thomas-Louis Bourgeois (1676–1750), französischer Komponist und Sänger
- Albert Frère (1926–2018), Finanzinvestor
- Maurice Rosy (1927–2013), Comicautor